# سیارک ۵۳۱۷
سیارک ۵۳۱۷ (به انگلیسی: 5317 Verolacqua، نامگذاری:1983CE) پنج هزار و سیصد و هفدهمین سیارک کشف شده‌است که در ۱۱ فوریه ۱۹۸۳ کشف شد.
قدر مطلق سیارک برابر ۱۲٫۲۰ است.